# Framakey
Framakey est un regroupement de logiciels libres installés sur une clé USB et comprenant notamment la suite bureautique LibreOffice, le navigateur Firefox, le lecteur multimédia VLC media player, le lecteur multimédia Coolplayer, etc.

## Histoire
Né officiellement en août 2005, le projet Framakey est le premier à proposer une compilation organisée d'applications portables francisées pour Windows. Le choix a été fait de ne porter que des logiciels libres, contribuant ainsi à les faire connaître, les diffuser et les utiliser. De nombreux projets ont utilisé ses briques pour construire des clés personnalisées répondant à leurs besoins, parmi lesquels on peut citer la « Clé en main » du CRDP de Paris et l'opération « 173 000 clés pour les lycées » réalisée par le Conseil régional d'Île-de-France. En juin 2009, naissait la Framakey Ubuntu-fr Remix permettant également de booter la clé sur la distribution GNU/Linux Ubuntu. Quatre ans plus tard, on estime que 4 000 000 exemplaires des différentes versions de la Framakey ont été distribués et 750 000 téléchargées sur le site.

## Caractéristiques
Une application portable est un programme informatique qui ne requiert pas d'installation préalable, ne dépend pas de composants externes et n'engendre pas de modification durable du système par son fonctionnement. Ces applications peuvent être utilisées afin de pouvoir exploiter des données d'un ordinateur à l'autre sans avoir à installer de programme sur ces ordinateurs. Elles peuvent également être utilisées sur des ordinateurs sécurisés, comme dans les cybercafés. Les applications peuvent être utilisées à partir d'un support amovible comme une clé USB, un baladeur numérique ou un disque dur externe. Il suffit de brancher ce support amovible n'importe quel PC hôte disposant du système d'exploitation Microsoft Windows, ou d'amorcer directement sur la clé avec la Framakey Ubuntu-fr Remix, pour retrouver ses documents personnels et ses applications configurées.
La première réalisation du projet Framakey a été de proposer un paquetage d'une sélection de logiciels libres à télécharger et installer en une seule fois sur une clé USB. Les applications portables sont proposées en langue française et intégrées dans une interface ergonomique lancée au démarrage de la clé. Les versions ont évolué en suivant la croissance en vitesse et en stockage des périphériques USB. Elles ont toujours contenu les logiciels tels qu'un navigateur web (Firefox), un client de messagerie (Thunderbird), une suite bureautique (AbiWord ou OpenOffice.org puis LibreOffice) et un lecteur multimédia (VLC et Coolplayer). En novembre 2009, la version 1.11 (pour clé de 1 Go) de la Framakey comportait plus de 50 applications.

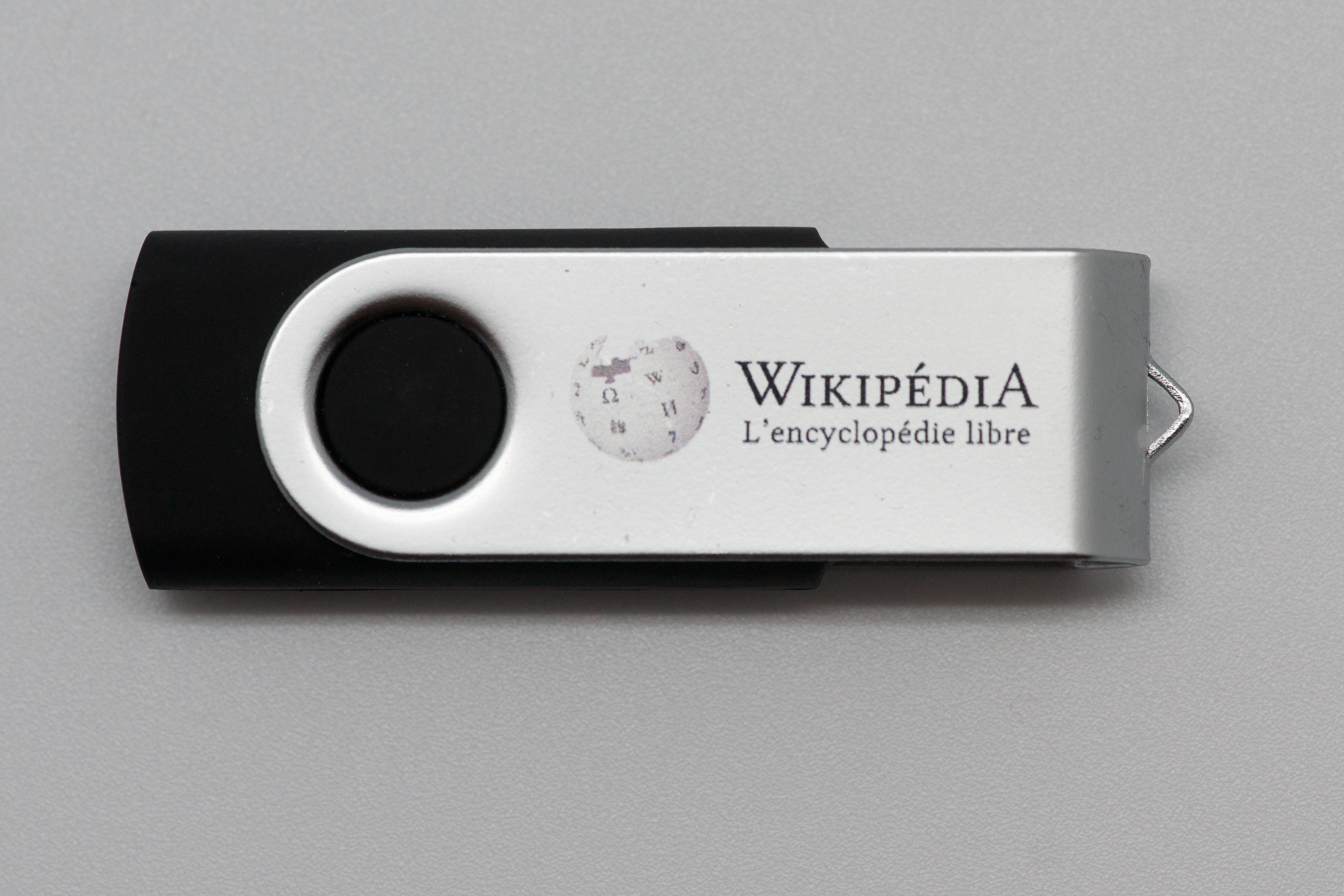
Clé Wikipédia - Framakey - Kiwix.

Le projet Framakey propose également des clés en partenariat avec d'autres associations. Fruit d'une collaboration entre Framasoft et Ubuntu-fr, la Framakey Ubuntu-fr Remix associe une Framakey classique, des logiciels portables pour Mac OS X, et un Live USB adapté et francisé de la distribution Ubuntu, permettant ainsi soit de travailler sous Windows ou sous Mac, soit d'amorcer l'ordinateur directement sur le système d'exploitation GNU/Linux. Elle partage ses profils Firefox et Thunderbird entre les trois OS. Elle propose en option la virtualisation d'Ubuntu dans Windows. La partie Ubuntu dispose d’un disque persistant autorisant les mises à jour, l'ajout de nouveaux logiciels et la création de documents. Prévue pour des clés de 4 Go, elle a vu le jour en juin 2009 et a été proposée pour la première fois sur les stands des deux associations aux RMLL de Nantes. Framasoft et Wikimédia France se sont également associés dans le but d'éditer, développer et vendre une clé USB nommée Framakey-Wikipédia sur laquelle est stocké l'ensemble des articles encyclopédiques de Wikipédia en Français accompagnés de leurs éventuelles illustrations ainsi que des logiciels libres dits « portables ». Kiwix est le logiciel utilisé pour lire le contenu Wikipédia de la clé, aucune connexion n'est nécessaire. Il est également possible de télécharger gratuitement le contenu de ce support amovible.
Parallèlement aux packs prêts à l'emploi, le projet propose également un catalogue d'applications portables à installer individuellement que l'équipe de développement maintient et met à jour.

## Sources

### Webographie
- « Clé en main », sur le site du CNDP, 2006.

### Émission de radio
- Xavier de La Porte, « La « Place de la Toile » de Framasoft », France Culture,‎ 19 novembre 2011 (lire en ligne).